# Арамис
Арамис (фр. Aramis, он же Рене, шевалье (аббат) д’Эрбле, епископ Ваннский, герцог Аламедский, Генерал иезуитского ордена, фр. René, сhevalier (abbé) d’Herblay, évêque de Vannes, duc d’Alameda; 1602 — дата смерти неизвестна) — королевский мушкетёр, ваннский епископ, аббат монастыря в Нуази, генерал иезуитского ордена, персонаж произведений Александра Дюма: романов «Три мушкетёра», «Двадцать лет спустя» и «Виконт де Бражелон, или Десять лет спустя», пьес «Юность мушкетёров», «Мушкетёры» и «Узник Бастилии». Наряду с Атосом и Портосом является другом д’Артаньяна. В его честь назван астероид (227962) Арамис.

## Исторический прототип
Весьма неточным прототипом Арамиса являлся беарнский дворянин и мушкетёр Анри д’Арамиц (фр. Henri d'Aramitz; 1620 — 1674), кузен капитана-лейтенанта (фактического командира) роты господина де Тревиля (Жан-Арман дю Пейре, граф Труавиль), который также был родственником прототипов Атоса и Портоса. На королевскую службу он поступил в мае 1640 года, незадолго до прототипа д’Артаньяна Шарля де Батца, сбежав из темницы в Сен-Дье.
Анри д’Арамиц был единственным из всех прототипов мушкетёров, который после смерти в 1648 году своего отца вышел в отставку и вернулся в Беарн. 16 февраля 1650 года он женился там на девице де Беарн-Бонасс, дочери мирского аббата в Арете, перешедшего в кальвинизм. Унаследовав церковную должность от своего тестя, он мирно скончался у себя на родине в 1672 году, оставив двоих сыновей, Клемана и Амана, а также дочь, вышедшую замуж за Антуана де Лани. Старший сын Клеман унаследовал от отца должность мирского аббата, но после Нантского эдикта 1687 года был вынужден покинуть страну, и вернулся лишь в 1715 году, скончавшись в Олороне.

## Характеристика персонажа
Это был молодой человек лет двадцати двух или двадцати трёх, с простодушным и несколько слащавым выражением лица с черными глазами и румянцем на щеках, покрытых, словно персик осенью, бархатистым пушком. Тонкие усы безупречно правильной линией оттеняли верхнюю губу. Казалось, он избегал опустить руки из страха, что жилы на них могут вздуться. Время от времени он пощипывал мочки ушей, чтобы сохранить их нежную окраску и прозрачность. Говорил он мало и медленно, часто кланялся, смеялся бесшумно, обнажая красивые зубы, за которыми, как и за всей своей внешностью, по-видимому, тщательно ухаживал.

Арамис склонен к некоему позёрству, в компании он любил похвастаться как своим поэтическим талантом, так и знанием латыни. Он производит не слишком серьёзное впечатление, но обладает мужеством и смелостью.
Д’Артаньян после первой встречи с Арамисом, которая произошла во время погони за незнакомцем из Менга, даёт ему такую характеристику:
«Арамис сама кротость, олицетворённое изящество. А разве может прийти кому-нибудь в голову назвать Арамиса трусом? Разумеется, нет!»
Арамис скрытен и хитёр даже с друзьями, в то же время он  достаточно чувствителен. Он тайно любил лучшую подругу королевы — Мари де Шеврёз, которую при друзьях называл «кузиной белошвейкой», но также поддерживал длительные отношения с её кузиной Камиллой де Буа-Траси. Его чувства к ней окончательно остыли только к событиям третьей книги, впрочем, став генералом Ордена иезуитов, Арамис изменился, став настоящим интриганом, о чём свидетельствует его участие в возведении на трон Железной Маски.
Являя собой противоположность Портосу, Арамис искренне привязан к нему. Именно Арамис вызвал Портоса в Бель-Иль, убедив его стать инженером крепости, которая была владением Фуке.
После гибели Портоса в конце романа «Виконт де Бражелон» Арамис оплакивает его с искренностью, ему к тому времени уже несвойственной.
По описанию в книге «Три мушкетёра» можно судить, что Арамис родился в 1602 году, так как действие романа происходит в 1625 — 1628 годах.
В конце повествования Арамис единственный остаётся в живых после изгнания в Испании и даже появляется в эпилоге последней части книг о мушкетёрах. В эпилоге он упоминается уже словами «белый как снег, сутулый старик» в возрасте примерно 60 лет. При этом с возрастом Арамиса наблюдается явная путаница. В книге «Двадцать лет спустя» Д’Артаньян упоминает, что Арамис старше его на 2 или 3 года, то есть Арамису в этой книге должно было быть уже 43 (так как Д’Артаньяну уже исполнилось 40). Однако это противоречит первой книге, в которой утверждается, что Д’Артаньяну около 18 лет, то есть Арамис был его старше примерно на 5 лет. Кроме того со времен событий первой книги ко второй прошло не ровно 20 лет, а 21 год, то есть Арамису должно было исполниться 43 или даже 44 года к этому моменту.

## Арамис в кино
- Гарольд Шоу — The Three Musketeers: Parts I and II (1911)
- Пьер де Гинган
  - сериал Три мушкетёра / Les Trois Mousquetaires (Франция; 1921) режиссёр Анри Диаман-Берже.
  - 20 лет спустя Vingt ans après (Франция; 1922) режиссёр Анри Диаман-Берже.
- Юджин Паллетт — Три мушкетёра / The Three Musketeers (США; 1921) режиссёр Фред Нибло.
- Джино Коррадо — Железная маска / The Iron Mask (США; 1929) режиссёр Аллан Дуон.
- Жан-Луи Аллибер — Les Trois Mousquetaires (1933)
- Онслоу Стивенс — The Three Musketeers (1935)
- Дасти Кинг — The Three Musketeers (1939)
- Майлз Мандер — Человек в Железной маске / The Man in the Iron Mask (США; 1939) режиссёр Джеймс Уэйл.
- Роберт Кут — The Three Musketeers (1948)
- Кит Ричардс — The Three Musketeers (1950)
- Джуд Холдрен — Lady in the Iron Mask (1952)
- Жак Франсуа — Les Trois Mousquetaires (1953)
- Пол Хэнсард — The Three Musketeers (1954)
- Пол Кэмпбелл — The Three Musketeers (1956) and Le Avventure dei tre moschettieri (1957)
- Тим О’Коннор- The Three Musketeers (TV movie) (1960)
- Жак Тожа — Три мушкетёра (1961)
- Роберто Риссо — D’Artagnan contro i tre moschettieri (1963)
- Гэри Ватсон — The Three Musketeers (1966)
- Джон Вудвайн — The Further Adventures of the Three Musketeers (1967)
- Роджер Стеркс (Roger Sterckx) — Die Drie Musketiers (1968)
- Колин Фокс — The Three Musketeers (1969)
- Жорж Мансар (Georges Mansart) — Четыре мушкетёра Шарло (1971), Четверо против кардинала (1974)
- Ричард Чемберлен, Три мушкетёра: Подвески королевы (1973), Четыре мушкетёра: Месть миледи (фильм) (1974), Возвращение мушкетёров (фильм, 1989)
- Ллойд Бриджес, in The Fifth Musketeer (1979)
- Игорь Старыгин, в фильмах Д’Артаньян и три мушкетёра (1979), Мушкетёры двадцать лет спустя (1992), Тайна королевы Анны или мушкетёры 30 лет спустя (1993), Возвращение мушкетёров, или Сокровища кардинала Мазарини (2007) (озвучивал Игорь Ясулович)
- Чарли Шин, Три мушкетёра (1993)
- Сами Фрэй, Дочь Д'Артаньяна (1994)
- Джереми Айронс, Человек в железной маске (1998)
- Томас Бэккет, in Three Musketeers (1999)
- Каллум Блу, in Young Blades (2001)
- Ник Моран, in The Musketeer (2001)
- Аллан Кордюнер — La Femme Musketeer (многосерийный телефильм) (2003)
- Грегори Деранжер — D’Artagnan et les trois mousquetaires (2005)
- Люк Эванс — Мушкетёры (фильм, 2011) (2011)
- Павел Баршак — Три мушкетёра (фильм, сериал, 2013)
- Сантьяго Кабрера — Мушкетёры (сериал 2014— …)
- Чон Хэ Ин / 정해인 (Jung Hae In Архивная копия от 10 ноября 2017 на Wayback Machine) — 삼총사 시즌1 / The Three Musketeers Архивная копия от 15 ноября 2017 на Wayback Machine (Южная Корея, 2014 год, сериал 12 серий)
- Ромен Дюрис — дилогия «Три мушкетёра» (выход запланирован на 2023 год).

## Увековечивание памяти
В честь Арамиса были названы географические объекты и несколько опытных образцов ракетного и бомбового вооружения:
Топонимы
- 1855 — участниками американской экспедиции Д. Роджерса была открыта и названа гора на чукотском острове Аракамчечен. Впоследствии это название было заменено на чукотское[5].

Образцы вооружения и военной техники
- 1964 — англо-французский опытный зенитный ракетный комплекс малой дальности.
- 1983 — американский исследовательский проект в сфере автоматизированных систем управления военного назначения.
- 1994 — франко-немецкая противорадиолокационная ракета.
- 1995 — итальянская система управления огнём батареи зенитных ракет.
- 2000 — англо-французская система инерциального/спутникового наведения управляемых авиационных боеприпасов.